# 純金積立
純金積立（じゅんきんつみたて）とは、毎日一定の金額で金地金を積立購入する金融商品の一種。
純金積立と全く同じシステムで、積立対象を白金とした「プラチナ積立」もあり、両方取り扱う会社では「純金・プラチナ積立」と総称している場合もある。

## 商品の概要
金投資家は取扱会社と契約し、指定した金融機関の口座から毎月一定金額の代金を自動引落とし、その代金をドル・コスト平均法で毎営業日に自動的に金を買い付け、その日の金価格が高い時には買付量は少なく、価格が安ければ買付量が多くなる仕組みである。
多くの取扱会社では、金価格が高騰した時に備え買付の中断や売却、下落した時に備えスポット購入による買い増しを受け付けている。

## 積立方法
個人向けには、毎月の積立金額は3000円以上1000円単位で設定されており、積立投信や株式累積投資よりも割安な金額で積立する事が出来るが、実際には一カ月の営業日数で割った端数の生じる一日当たりの金額では金地金を購入する事が出来ないので、地金での引き出しを要求された際には取扱会社が保有している金地金を引き渡して対応する。
投資家が積み立てた金は消費預託か特定保管どちらかの形式で運用若しくは保管されている。
金価格上昇時には取引会社へ売却して売買差益を得る事もできる。取扱会社の販売店で金地金として引き出す事もでき、金貨や宝飾品などとの交換も可能である。
取扱会社によってはオンライントレードや電話で、株式や為替・商品先物取引と同様に、金の売却やスポット買付がリアルタイムで行える所もある。

### 消費寄託
投資家から売却・地金引出を要求される迄、複数の投資家の積立で買い付けられた地金をまとめて運用する事で、運用益の一部を投資家へボーナスとして積立額に還元されたり、各種手数料が割安に設定されている場合がある。
但し、取扱会社の資産と顧客からの預かり資産が区分されていないため、取扱会社が破綻(はたん)した場合には全債権者で資産を分配する事になる。
取扱会社の資産よりも債務が上回る場合には預かり資産からも債権が均等に分配されるため、積み立て残高からの元本割れが発生する。

### 特定保管
取扱会社の資産と積立資産を分別管理し、各々が積立て買い付けた地金現物を実際に保管するもので、投資信託の分別管理と同様である。
取扱会社が破綻した場合でも積立残高分の地金には影響が無いが、特定保管分の地金を用いての運用が出来ないために運用益は存在しない（例外的に徳力本店はボーナスを付与している）。

## 取扱会社
純金・プラチナ積立を取扱う所は、地金商（田中貴金属工業、石福金属興業、徳力本店など）、鉱産会社（三菱マテリアル、住友金属鉱山など）、宝石商と証券会社、銀行・信用金庫などの預金取扱金融機関、商品先物取引などの投資会社（エース交易、岡藤商事など）で、各所によって金・プラチナの投資（売買）レートや手数料などが異なっている。商社でも独自に取扱をしていたが三菱商事は2012年に田中貴金属工業に事業を売却し、住商マテリアルは2016年で新規受付を含めて取扱を停止している。